# Anne-Marie Lagrange
Anne-Marie Lagrange (* 12. března 1962, region Rhône-Alpes) je francouzská astrofyzička, která se zaměřuje na výzkum a studium extrasolárních planetárních systémů. Je autorkou řady vědeckých publikací v recenzovaných časopisech a také napsala několik knih, kterými se snaží popularizovat astrofyziku.
Kromě výzkumu je nebo byla členkou několika vědeckých programových výborů Very Large Telescope (VLT), Evropské jižní observatoře (ESO), Evropské kosmické agentury (ESA) a Centre national de la recherche scientifique (CNRS). Byla také členkou několika správních rad, jako je Observatoire de la Côte d'Azur (OCA), THEMIS, EISCAT a Institut d'astrophysique de Paris, předsedala Vysoké vědecké radě Pařížské observatoře (2014-2017).
Je držitelkou řady vědeckých ocenění a čestných vyznamenání, včetně rytíře Čestné legie (nejvyšší francouzský řád za zásluhy). Od roku 2013 je členkou Francouzské akademie věd.

## Vzdělání
Anne-Marie Lagrange se narodila 12. března 1962 v regionu Rhône-Alpes, kde byl její otec zaměstnán ve francouzské elektrárenské společnosti Électricité de France a matka byla v domácnosti. Když jí bylo 5 let, její otec byl přeložen do Ceyzérietu, kde Anne-Marie Lagrange začala navštěvovat základní školu. Na střední škole ji nadchla fyzika a matematika a rozhodla se pro jejich studium. Dostala se na vysokou školu Lycée du Bugey v Belley.
Po získání bakalářského titulu v roce 1979 nastoupila na Classe préparatoire aux grandes écoles (CPGE). Zde se začala věnovat vědeckému výzkumu. V roce 1982 nastoupila na École Polytechnique, kde objevila astrofyziku během volitelného kurzu Jeana Audouze. Fascinovalo jí především propojení základní vědy s výzkumem. V roce 1985 École Polytechnique úspěšně ukončila.
V roce 1986 získala diplom z hloubkových studií (DEA) v astrofyzice na pařížské Diderotově univerzitě. Poté dokončila diplomovou práci na Institutu d'astrophysique de Paris pod vedením Alfreda Vidala-Madjara a v roce 1989 získala doktorát. Ještě během studia se jí narodilo první dítě.

## Kariéra

Princip adaptivní optiky - deformační zrcadlo, které koriguje chyby vlnoplochy (červené čáry) v astronomickém dalekohledu

Rozdílný snímek hvězdy s astronomickým dalekohledem - vlevo bez adaptivní optiky a vpravo se zapojením adaptivní optiky.

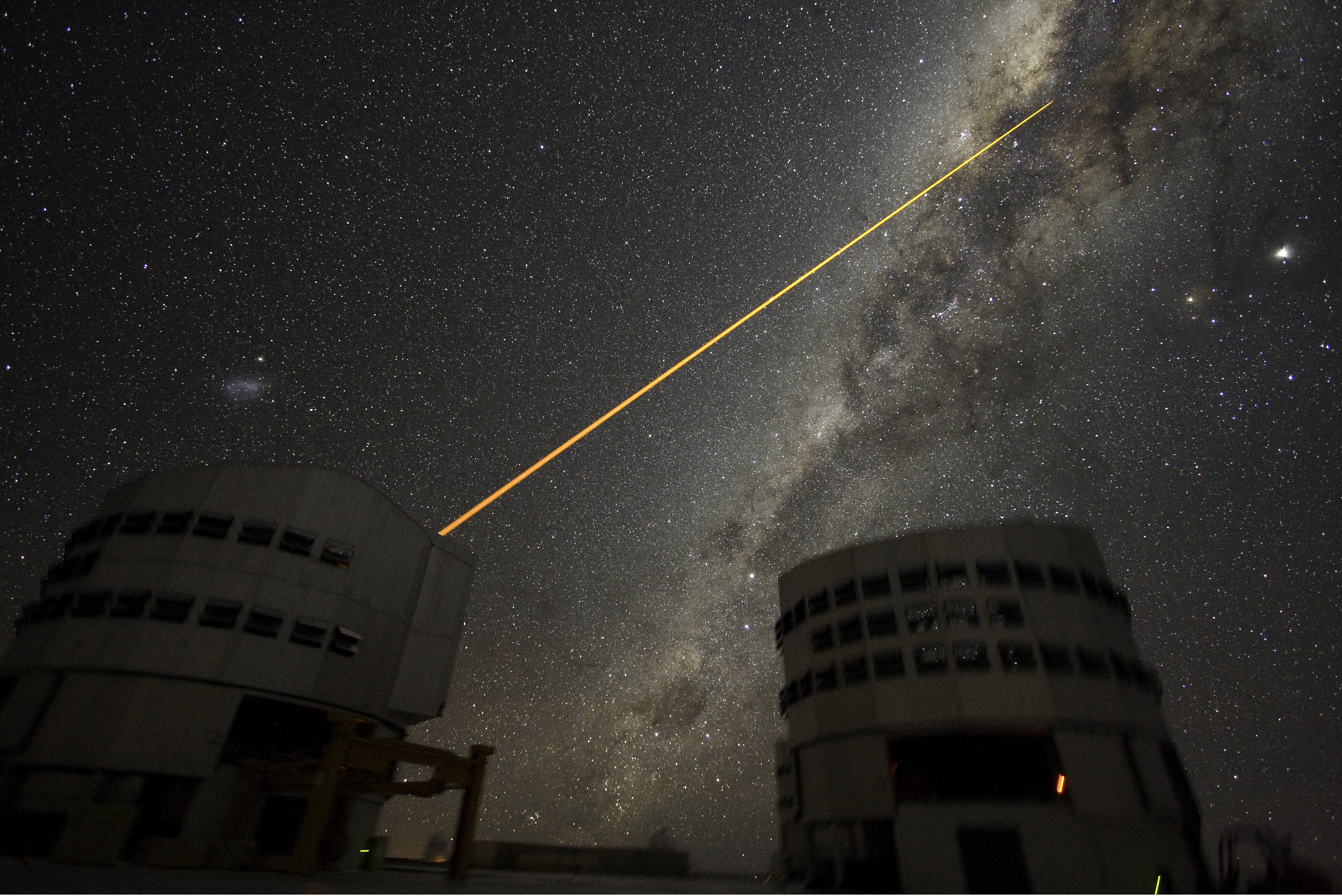
Very Large Telescope v Chile se sodíkovým laserem adaptivní optiky

- V letech 1989 až 1990 absolvovala Anne-Marie Lagrange roční postdoktorandskou práci na Evropské jižní observatoři (European Organisation for Astronomical Research in the Southern Hemisphere, ESO) v Německu. Během mise v Chile se setkala s Pierrem Lénou, který vyvinul adaptivní optiku. Pochopila její velký potenciál při výzkumu a studiu exoplanet.
- V roce 1990 nastoupila do Laboratoire d'astrophysique de Grenoble (LAOG) a pod vedením Alaina Omonta vytvořila malou výzkumnou skupinu extrasolárních planetárních systémů. V roce 1994 získala kvalifikaci pro přímý výzkum.
- V letech 1997 až 2002 byla vědeckou manažerkou přístroje NAOS, první adaptivní optiky instalované na dalekohledu Very Large Telescope (VLT) Evropské jižní observatoře.
- V letech 2002–2003 vedla předběžnou studii přístroje Spectro-Polarimetric High-Contrast Exoplanet Research (SPHERE), nástupce přístroje NAOS. Ten je používán k výzkumu a charakterizaci exoplanet.[1]
- V letech 1999 až 2003 pracovala na částečný úvazek jako projektová manažerka v Institut National des Sciences de l'Univers (INSU) a v oddělení vesmírných věd ve francouzském Národním centru pro vědecký výzkum.
- V roce 2000 se stala ředitelkou výzkumu v CNRS.
- V letech 2004 až 2006 byla zástupkyní ředitele INSU a CNRS, zodpovědná za divizi astronomie a astrofyziky.
- Od roku 2007 byla opět výzkumnou pracovnicí v LAOGu, který se v roce 2011 přejmenoval na Grenoble Institute of Planetology and Astrophysics (IPAG).[1]
- V roce 2013 byla zvolena členkou Francouzské akademie věd a v roce 2014 byla jmenována do Rady pro strategický výzkum.[1]

## Výzkum

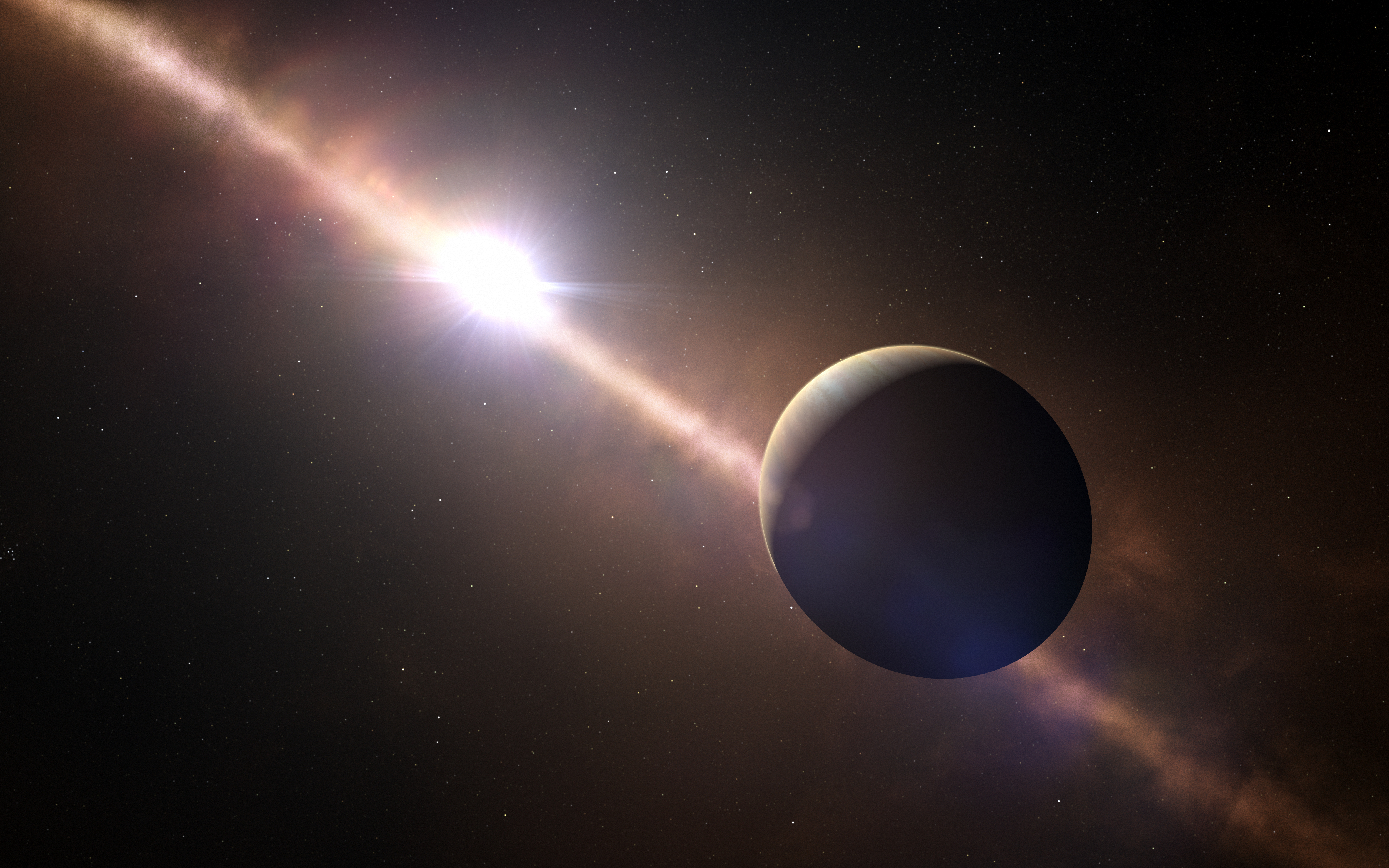
Beta Pictoris b - umělecké ztvárnění

Již od devadesátých let začala Anne-Marie Lagrange pátrat po exoplanetách přímým zobrazováním pomocí nové adaptivní optiky. Po roce 2000 se její výzkum zaměřil na hledání a studium obřích planet kolem mladých hvězd. V roce 2005 provedla první přímé pozorování exoplanety obíhající kolem hnědého trpaslíka pomocí hluboké adaptivní optiky. V tomto výzkumu stále pokračuje, používá metodu radiálních rychlostí a rozšiřuje ji na další typy hvězd. Studuje také vliv hvězdné aktivity na detekovatelnost planet.

### Objev exoplanety Beta Pictoris b

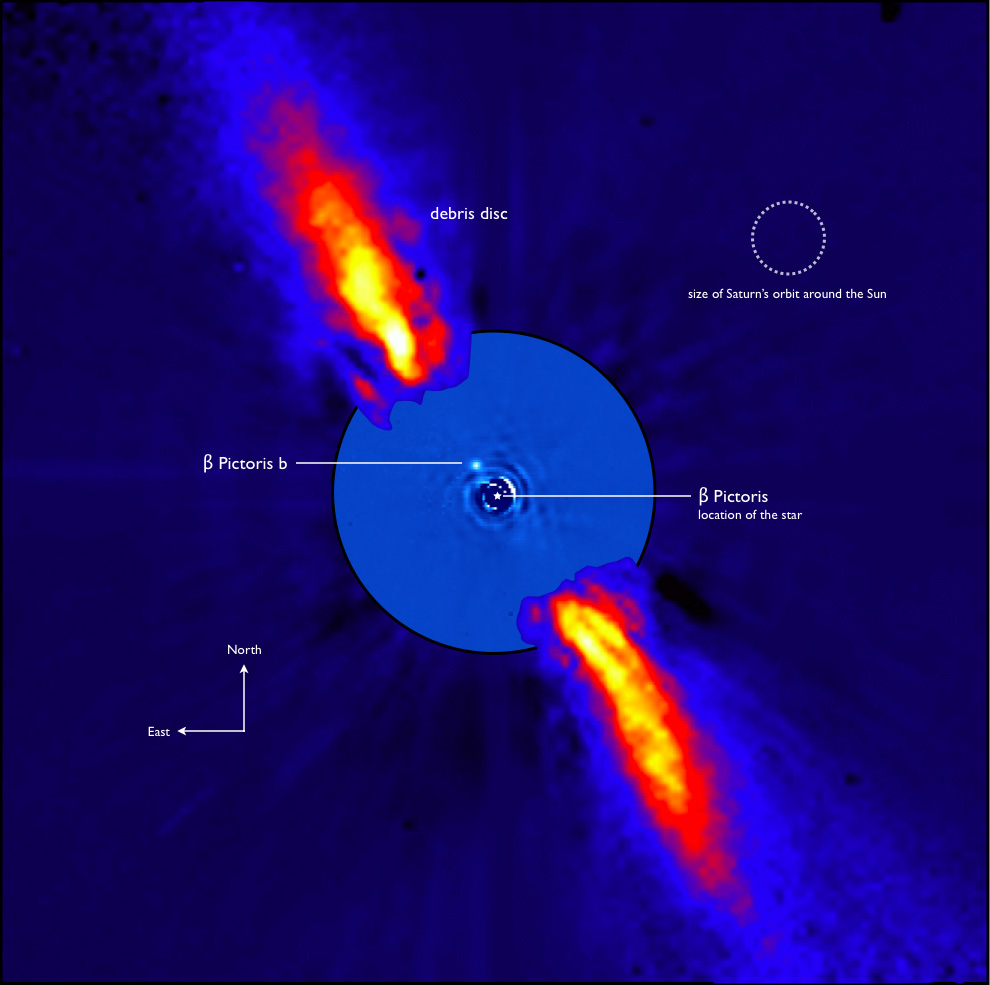
Systém Beta Pictoris - kompozitní snímek vizualizovaný v infračerveném spektru

Anne-Marie Lagrange zasvětila velkou část své kariéry analýze hvězdy Beta Pictoris v souhvězdí Pictor. Již během své disertační práce v roce 1980 studovala disk trosek, který byl právě objeven kolem této hvězdy. Několik poznatků již tehdy naznačovalo přítomnost hmotné planety, ale vědecká komunita zůstávala skeptická.
V roce 2000 Anne-Marie Lagrange provedla několik pozorování zbytkového disku pomocí adaptivní optiky ve spojení s přímým zobrazením pomocí spektrometru pro blízkou infračervenou oblast (Very Large Telescope) na Evropské jižní observatoři (ESO). V roce 2003 pomocí diferenčního zobrazování referenčních hvězd a moderních nástrojů pro zpracování obrazu objevila exoplanetu Beta Pictoris b obíhající kolem hvězdy. Tím potvrdila své dřívější předpovědi a dne 18. listopadu 2008 byl tento objev přijat a potvrzen.

### Objev obří planety Beta Pictoris c
V roce 2019 Anne-Marie Lagrange a její tým oznámili objev obří planety Beta Pictoris c, která odpovídá 9 hmotnostem Jupiteru. Určili, že tato exoplaneta je stará 23 milionů let, je vzdálená 63,4 světelných let a dokončí svou oběžnou dráhu přibližně za 1200 dní. Tato exoplaneta byla objevena metodou radiálních rychlostí. Tento nový objev pomohl vědcům lépe porozumět formování planetárních systémů a jejich vývoji v raných fázích vývoje.
Na tomto projektu pracovalo mnoho týmů po dobu 10 let. Týmy pocházely z Lagrangeovy laboratoře v CNRS/Observatoire de la Côte d'Azur a z dalších francouzských laboratoří (Laboratoire d'études spatiales et d'instrumentation en astrophysique, Observatoire de Paris, Sorbonne Université, Université de Paris, Institut d'astrophysique de Paris) až po výzkumníky z Institutu Maxe Plancka pro astronomii, Jihoafrická astronomická observatoř, Univerzita ve Warwicku, Leiden Observatory, Evropská jižní observatoř, Chilská univerzita a Universidad de Valparaiso.  

## Ocenění
- Bronzová medaile Národního centra vědeckého výzkumu (1994)[9]
- Prix digital de la Société Française d'Astronomie et d'Astrophysique (1997)
- Deslandresova cena Francouzské akademie věd (2003)
- Medaile Univerzity Josepha Fouriera (2004)
- Prix de la Fondation Cino del Duca (2005)
- Prix du rayonnement français de l'Association Réalités et Relations Internationales (2007)
- Prix Dargelos de l'École polytechnique (2009)
- Rytíř Čestné legie Francie (2010)
- Cena Irène Joliot-Curie, vědkyně roku (2011)
- Členka Francouzské akademie věd (2013)
- Trophée des femmes en or, catégories Innovation et Trophée du public (2013)
- Národní řád za zásluhy Francie (2015)
- Cena Jeana Ricarda (2017)
- Une école primaire de Ceyzérieu, dans l'Ain est baptisée en son honneur (2018)

## Publikace
- Observer le ciel de nuit, Paris, Nathan, coll. "Carnet du jeune Robinson", 1998 (ISBN 978-2-09-240365-5, poznámka BnF č. FRBNF37026346).
- Fascicule d'astronomie pour les jeunes, Nathan, 1999.
- Les grands observatoires du monde (avec Serge Brunier), Paris, Éditions Bordas, 2002, 240 s. (ISBN 978-2-04-760026-9, poznámka BnF č. FRBNF38967669).
- L'observation en astronomie (avec Pierre Léna et Hervé Dole), Paris, Éditions Ellipses, 2009, 207 s. (ISBN 978-2-7298-4086-0, poznámka BnF č. FRBNF41353630).